# Hannusivka, Tîsmenîțea
Hannusivka (în ucraineană Ганнусівка) este o comună în raionul Tîsmenîțea, regiunea Ivano-Frankivsk, Ucraina, formată numai din satul de reședință.

## Demografie
Componența lingvistică a comunei Hannusivka
     Ucraineană (99,52%)
     Alte limbi (0,4%)
Conform recensământului din 2001, majoritatea populației comunei Hannusivka era vorbitoare de ucraineană (99,52%), existând în minoritate și vorbitori de alte limbi.